# Sentul (Tanjung Batu)
Sentul is een bestuurslaag in het regentschap Ogan Ilir van de provincie Zuid-Sumatra, Indonesië. Sentul telt 1389 inwoners (volkstelling 2010).